# Сім днів (фільм, 1925)
Сім днів (англ. Seven Days) — американська кінокомедія режисера Скотта Сідні 1925 року.

## У ролях
- Лілліен Річ — Кіт Еклер
- Крейтон Хейл — Джим Вілсон
- Ліліан Тешман — Белла Вілсон
- Мейбл Жюльєнна Скотт — Енн Браун
- Вільям Остін — Даль Браун
- Халлам Кулі — Том Харбісон
- Роза Гор — тітка Селіна
- Том Вілсон — поліцейський
- Едді Гріббон — охоронець
- Чарльз Клері — провидець